# Leo Courvoisier
Leo Courvoisier, född den 24 januari 1873 i Riehen nära Basel, död den 31 december 1955, var en schweizisk astronom. Han var son till Ludwig Georg Courvoisier och bror till Walter Courvoisier.
Courvoisier var assistent vid observatoriet i Heidelberg från 1898 och blev 1906 observator vid Berlins observatorium. Han var verksam där och i det nya observatoriet i Babelsberg till 1938. Som astronom sysslade han främst med meridianobservationer.